# Gmina Union (hrabstwo Appanoose)

Położenie Gminy Union w hrabstwie Appanoose

Gmina Union (ang. Union Township) – gmina w USA, w stanie Iowa, w hrabstwie Appanoose. Według danych z 2000 roku gmina miała 152 mieszkańców.